# Constantin Celăreanu

Generalul de aviație Constantin Celăreanu.

Constantin C. Celăreanu (n. 11 iunie 1890, București - d. 20 aprilie 1989) a fost un general aviator român.

## Studii militare
1910-1912 Școala Militară de Ofițeri de Artilerie și Geniu;
1920-1922 Școala Superioară de Război;

## Grade militare
- 1912 - sublocotenent;
- 1915 - locotenent;
- 1917 - căpitan;
- 1920 - maior;
- 1930 - locotenent-colonel, respectiv căpitan-comandor de la 31 decembrie 1932 când este confirmat în Aeronautică;
- 1934 - comandor;
- 1940 - general de escadră;
- 1943 - general comandant;

## Funcții militare
1925 - 1932 comandant al Școlii Tehnice a Aeronauticii.
22 iunie 1941 - 1 august 1944 - comandant al Comandamentului Forțelor Aeriene; 22 iunie 1941 - 16 octombrie 1941 a comandat și Gruparea Aeriană de Luptă. A fost decorat cu Ordinul „Virtutea Aeronautică” de război cu spade, clasa Crucea de Aur cu prima și a doua baretă și clasa Cavaler (toate trei la 1 iulie 1942) „pentru destoinicia cu care a comandat Gruparea Aeronavă de Luptă în campania 1941, și exemplul personal în exercitarea comandamentului. Prin măsurile luate, această Grupare a răspuns misiunilor primite, câștigând spațiul aerian în Basarabia de Sud, sprijinind Armata IV-a la trecerile peste Prut și Nistru, desorganizând retragerea inamicului, iar in batălia dela Odesa împiedicând reacțiunile la dreapta Armatei IV-a. A executat 56 ore de sbor în zona de operații sub amenințarea aeriană a inamicului”.
1 august 1944- 1 noiembrie 1944 - comandant al Comandamentului Apărării Pasive;
15 august 1944 - 28 martie 1945 - comandant al Comandamentului Aviației.
Generalul comandant aviator Constantin Celăreanu a fost trecut din oficiu în rezervă pentru limită de vârstă de la data de 24 iunie 1945, prin decizia ministerială nr. 1.659 din 22 septembrie 1944.
28 martie 1945 - trecut în rezervă prin Decret Regal publicat în Monitorul oficial nr. 73 din 29 martie 1945.

## Decorații
- Ordinul „Coroana României” în gradul de Comandor (8 iunie 1940)[5]
- Ordinul „Virtutea Aeronautică” cu spade, clasa Crucea de aur cu prima și a doua baretă (1 iulie 1942)[3]
- Ordinul „Virtutea Aeronautică” cu spade, clasa Cavaler (1 iulie 1942)[3]